# Catoblemma renalis
Catoblemma renalis là một loài bướm đêm trong họ Erebidae.